# NGC 5576
NGC 5576 је елиптична галаксија у сазвежђу Девица која се налази на NGC листи објеката дубоког неба.
Деклинација објекта је + 3° 16' 17" а ректасцензија 14h 21m 3,7s. Привидна величина (магнитуда) објекта NGC 5576 износи 10,8 а фотографска магнитуда 11,8. Налази се на удаљености од 23,617 милиона парсека од Сунца. NGC 5576 је још познат и под ознакама UGC 9183, MCG 1-37-7, CGCG 47-20, PGC 51275.